# Petarukan
Petarukan är en ort i Indonesien.   Den ligger i provinsen Jawa Tengah, i den västra delen av landet, 290 km öster om huvudstaden Jakarta. Petarukan ligger 7 meter över havet och antalet invånare är 74 188.
Terrängen runt Petarukan är mycket platt. Havet är nära Petarukan åt nordväst.Runt Petarukan är det mycket tätbefolkat, med 2 521 invånare per kvadratkilometer. Närmaste större samhälle är Pemalang, 7,6 km väster om Petarukan. Runt Petarukan är det i huvudsak tätbebyggt.